# Bestandsverzeichnis
Ein Bestandsverzeichnis ist ein Verzeichnis eines Bestandes. Im Recht ist die Erstellung und Führung eines Bestandsverzeichnisses in vielen Fällen vorgeschrieben. Dazu gehört auch das Bestandsverzeichnis, das im deutschen Grundbuchrecht der erste Teil des Grundbuchblatts ist, in welchem die Grundstücke oder grundstücksgleichen Rechte mit den vom amtlichen Kataster vorgegebenen Katasterangaben eingetragen werden. Auch für Verwaltungszwecke werden häufig Bestandsverzeichnisse erstellt. Außerdem werden Bestandsverzeichnisse besonders für Kulturgüter eingerichtet.

## Geschichte
Der deutsche Begriff „Bestandsverzeichnis“ wird erst am Ende des 19. Jahrhunderts gebildet. Auf dem Gebiete des Rechts wird bis weit ins 19. Jahrhundert hinein von Inventar gesprochen. Erst der erste Entwurf für das zum 1. Januar 1900 in Kraft getretene BGB von 1888 legt in § 777 allgemeine Regeln für ein „Verzeichniß des Bestandes“ fest. In die Endfassung wurden die Regeln als § 260 aufgenommen. Eine etwas spätere Verwendung des daraus abgeleiteten Kompositums „Bestandsverzeichnis“ findet sich in der Mietordnung für Wohnungen in eisenbahnfiskalischen Gebäuden der sächsischen Staatseisenbahnen vom 23. September 1898.

## Motive
Motive und Beweggründe zur Aufstellung von Bestandsverzeichnissen sind vielfältig. Grundlegend ist der Bedarf, eine Kontrolle über den Bestand der verzeichneten Gegenstände usw. zu erlangen. Durch die Verzeichnisse wurde die Aufdeckung von Diebstählen und Unterschlagung erleichtert und eine Beweisführung im Streitfall ermöglicht. Auch für die Durchsetzung und die Abwehr privatrechtlicher Ansprüche Berechtigter gegen den verzeichneten Bestand oder den Inhaber des Bestandes konnte durch ein Bestandsverzeichnis eine Grundlage geschaffen werden. Dazu zählt insbesondere die Durchsetzung des Herausgabeanspruchs bei einer Vindikationslage. Weiterhin soll die Erfüllung der Auskunftspflicht ermöglicht werden.
Im Rechnungswesen dient die Erstellung von Bestandsverzeichnissen einerseits der internen Dokumentation, um Daten für die Planung und Steuerung des Unternehmens zu erhalten. Andererseits kann dadurch auch die Pflicht, Außenstehenden Rechenschaft über das Unternehmen und seine Aktivitäten zu unterrichten, erfüllt werden. Besonders von Seiten des Staates werden vielfältig Bestandsverzeichnisse vorgeschrieben, um die Erfüllung der staatlichen Pflichten, insbesondere die Steuerpflicht, überwachen und sicherstellen zu können.
Die Erstellung von Bestandsverzeichnissen für Kulturgut in Archiven und Museen ist ein Teil der Erschließung und soll die interne und externe Nutzung der Bestände ermöglichen oder erleichtern.

## Recht

### Bürgerliches Recht
Nach § 260 BGB wird jeder, der einen Inbegriff von Gegenständen (Sachinbegriff) herauszugeben hat, verpflichtet, dem Berechtigten ein Verzeichnis des Bestands vorzulegen. Außerdem regelt die Norm die Art und Weise der Auskunftserteilung, insbesondere wenn auf Grund von anderen Vorschriften ein Anspruch auf Auskunft über den Bestand eines solchen Inbegriffs besteht. Der Ausdruck „Verzeichnis des Bestands“ wird in der juristischen Fachsprache häufig zu dem Kompositum „Bestandsverzeichnis“ verkürzt.
In folgen Fällen wird im Bürgerlichen Gesetzbuch ausdrücklich auf § 260 Bezug genommen:
- § 1379: Auskunftspflicht der Ehegatten zum Güterstand (Eherecht)
- § 1605: Auskunftspflicht von Verwandten als Folge der Unterhaltspflicht
- § 2057: Auskunftspflicht des Miterben im Erbrecht
- § 2314: Auskunftspflicht des Erben im Erbrecht

Außer den genannten Verzeichnissen sind u. a. folgende im BGB vorgeschriebene Verzeichnisse Bestandsverzeichnisse nach § 260:
- § 1802: Vermögensverzeichnis des Vormundes
- § 2063: Inventar des Erben
- § 2215: Nachlassverzeichnis des Testamentsvollstreckers

#### Grundbuchrecht
Das Bestandsverzeichnis ist nach § 4 Grundbuchverfügung (GBV) der zweite Teil des Grundbuchblatts. Seine Einrichtung ist in § 6 GBV umfassend geregelt. Es wird in der Grundbuchordnung nicht legal definiert, sondern als bekannt vorausgesetzt, so z. B. in § 57 Abs. 1 S. 2 GBO. Es hat die Aufgabe, das Grundstück so zu beschreiben, dass es zweifelsfrei identifiziert werden kann. Es kann aus einem einzigen Grundstück, aber auch aus mehreren Grundstücken bestehen, die demselben Eigentümer gehören (§ 4 Abs. 1 GBO). Teile des Bestandsverzeichnisses nehmen am öffentlichen Glauben des Grundbuchs nach § 892 ff. BGB teil (Gemarkung, Flur, Flurstücksnummer), während sich der öffentliche Glaube nicht auf Lagebezeichnung, Flächengröße und Nutzungsart (Bebauungs- und Bewirtschaftungsart) erstreckt.
Die einzelnen Grundstücke eines Grundbuchblatts werden im Bestandsverzeichnis mit einer laufenden Nummer versehen, unter der die Katasterangaben folgen. Dazu gehören Gemarkung, Flur, Flurstück sowie nachrichtlich Lagebezeichnung (z. B. „Im Oberhagen“ oder „Muster-Straße 11“), Nutzungsart und Größe in m². Auf diese Katasterangaben beziehen sich das Eigentum in Abteilung I, die Belastungen in Abteilung II und die Grundpfandrechte in Abteilung III des Grundbuchs.
Das Bestandsverzeichnis ist von Amts wegen zu ändern, wenn sich Veränderungen der Grundstücksfläche ergeben, was durch Eintragung von Vereinigung oder Zuschreibung (jeweils § 890 BGB), Grundstücksteilung (§ 19 BauGB) oder Abschreibung (§ 2 Abs. 3 GBO) oder Umlegung (§ 45 BauGB)  geschehen kann. Diese Veränderungen der Grundstücksfläche werden dem Grundbuchamt durch das Liegenschaftskataster mittels Veränderungsnachweis bzw. Fortführungsnachweis mitgeteilt.
Auf Antrag werden in das Bestandsverzeichnis subjektiv-dingliche Rechte des § 96 BGB eingetragen (§ 9 Abs. 1 GBO). Dabei handelt es sich um Rechte, die dem Eigentümer des Grundstücks an fremden Grundstücken zustehen und als Bestandteile des Grundstücks gelten. Diese Eintragung heißt Aktivvermerk und betrifft Grunddienstbarkeiten, beschränkte persönliche Dienstbarkeiten oder den Nießbrauch (die beispielsweise jeweils als Wegerecht eingetragen werden können). Die Eintragung im Bestandsverzeichnis betrifft das „herrschende Grundstück“, die entsprechenden Belastungen erfolgen auf dem „dienenden Grundstück“ in Abt. II.

### Gesetzlich vorgeschriebene Bestandsverzeichnisse
Auf vielen Rechtsgebieten sind Bestandsverzeichnisse vorgeschrieben.
- Im Gesundheitsrecht:
  - § 13 Medizinprodukte-Betreiberverordnung : Bestandsverzeichnis für alle aktiven nichtimplantierbaren Medizinprodukte der jeweiligen Betriebsstätte
  - § 13 Strahlenschutzverordnung: Bestandsverzeichnis über die bei der Anwendung radioaktiver Stoffe oder ionisierender Strahlung am Menschen eingesetzten Ausrüstungen, Geräte und Vorrichtungen
- Im Baurecht fordert § 53 Baugesetzbuch die Anfertigung eines Bestandsverzeichnis der Grundstücke des Umlegungsgebiets.
- Im Verbrauchssteuerrecht schreibt § 11 Biersteuerverordnung ein Bestandsverzeichnis eines Steuerlagers vor.
- Im Wasserrecht ist gem. § 13 Grundwasserverordnung ein Bestandsverzeichnis über zugelassene Einträge in Gewässer anzulegen.
- Im Einkommensteuerrecht besteht nach R 5.4 der Einkommensteuer-Richtlinien auf Grund von § 240  Abs. 2 HGB, §§ § 140   und § 141  AO „die Verpflichtung, für jeden Bilanzstichtag auch ein Verzeichnis der Gegenstände des beweglichen Anlagevermögens aufzustellen (Bestandsverzeichnis)“. Dieses Verzeichnis muss durch eine körperliche Bestandsaufnahme (Inventur) jährlich erneuert werden.
- Im Haushaltsrecht wird die Aufstellung von Bestandsverzeichnissen über bewegliche Sachen vorgeschrieben, um die Beschaffung und Kontrolle dieser Gegenstände zu ermöglichen.[7]
- Im Zuge der Straßenverwaltung haben viele Länder Vorschriften über die Aufstellung von Bestandsverzeichnissen für Straßen erlassen.[8] Sie sollen die Übersicht über Anzahl und Klassen der Vielzahl der vorhandenen Straßen und Wege ermöglichen und dadurch vor allem die Straßenunterhaltung erleichtern.
- Im Rahmen der Versicherungsaufsicht fordert die Bundesanstalt für Finanzdienstleistungsaufsicht (BaFin), dass Versicherer ihre Vermögenswerte alle fünf Jahre in einem Bestandsverzeichnis aufzeichnen.[9]

## Kulturgut
Verzeichnisse von Beständen in Archiven werden überwiegend Findbücher genannt. Daneben werden diese Verzeichnisse aber auch als Bestandsverzeichnisse bezeichnet. Sie werden heute regelmäßig in digitaler Form eingerichtet und bereitgestellt. Der Prozess der formalen und inhaltlichen Beschreibung von Beständen in Archiven und deren Aufnahme in Findmittel wird im Archivwesen als Verzeichnung bezeichnet.
In Museen werden die Sammlungsbestände durch Bestandsverzeichnisse erschlossen. So wurden im z. B. im Museum für Vor- und Frühgeschichte (Berlin) bereits seit 1829 Bestandsverzeichnisse angelegt und geführt. Für das Sprengel Museum Hannover erschien 2003 ein Bestandsverzeichnis Malerei und Plastik von Dietmar Elger. Die Verzeichnung in Schriftform wird seit dem ausgehenden 20. Jahrhundert immer mehr durch digitale Formen der Museumsdokumentation abgelöst.

## Sonstiges
Bestandsverzeichnis heißen zudem im Rechnungswesen alle mit der betrieblichen Inventur zusammenhängenden Listen, die die Bestände des Anlage- und Umlaufvermögens als Inventar zusammenfassen, so etwa das Verzeichnis über die geringwertigen Wirtschaftsgüter (GWG). Das Inventar ist aufgrund der jährlichen körperlichen Bestandsaufnahme aufzustellen und enthält die genaue Bezeichnung des Gegenstands und seinen Bilanzwert am Bilanzstichtag. Die Pflicht zur Führung eines Bestandsverzeichnisses ergibt sich aus § 238 Abs. 1 HGB.